# مارتن هايمان
مارتن هايمان (بالإنجليزية: Martin Hyman) هو عداء مراثوني بريطاني، ولد في 3 يوليو 1933 في ساوثهامبتون في المملكة المتحدة.

## وصلات خارجية
- مارتن هايمان على موقع أوليمبيديا (الإنجليزية)
- مارتن هايمان على موقع اتحاد ألعاب الكومنولث (مؤرشف) (الإنجليزية)